# Piotr Wiśnicki
Piotr Wiśnicki (ur. 20 sierpnia 2003 w Warszawie) polski kierowca wyścigowy. Obecnie zawodnik Rodin Motorsport w FIA Formuła 3.

## Życiorys

### Karting
Piotr Wiśnicki zaczął jeździć w kartingu w wieku 11 lat. Wygrywał ze starszymi rywalami. Wiśnicki pod okiem Marka Wyrzykowskiego szybko awansował do zawodów wyższej rangi. Został członkiem Kadry Narodowej Polski w kartingu. Brał udział w wyścigach w Europie, a także w Brazylii. Często w swoich startach stawał na podiach.

### Włoska Formuła 4
Piotr Wiśnicki po udanej kampanii kartingowej przesiadł się do bolidu jednomiejscowego. Miało to miejsce w 2020 roku. Polak trafił do Włoskiej Formuły 4, gdzie jeździł dla ekipy Jenzer Motorsport. Jeździł tam przez dwa sezony, bez większych sukcesów. Najlepsze wyniki notował na torze Monza. W ostatnim wyścigu sezonu 2021 na tym obiekcie dojechał na 6. pozycji.

### FRECA
Polski kierowca po startach we Włoskiej F4, postanowił przejść do serii FRECA. W marcu 2022 roku ogłoszono, iż 18-latek będzie reprezentował zespół KIC Motorsport. Fiński zespół należał do najsłabszych w całej stawce. Sezon w tej serii z różnych względów był słaby. Polski kierowca nie zdobył żadnego punktu. Jego najwyższą pozycją w pojedynczym wyścigu była 21. lokata na torze Monza. Piotr Wiśnicki na koniec sezonu w klasyfikacji łącznej zajął 35. miejsce na 40 startujących.

### FIA Formuła 3
Po sezonie w FRECA Piotr Wiśnicki przeniósł się do FIA Formuły 3. Jeździł tam z numerem 31 w barwach nowego zespołu PHM Racing by Charouz. Jego partnerami byli debiutujący Brazylijczyk, Roberto Faria i Niemka, Sophia Flörsch. Przed Grand Prix Austrii Formuły 3 w 2023 roku zakomunikował, że nie będzie kontynuował sezonu w barwach wyżej wymienionej ekipy. Jego najlepszym wynikiem podczas tamtej kampanii było 18. miejsce podczas rundy w Monako.
W styczniu 2024 roku Piotr Wiśnicki ogłosił, że pojedzie ponownie w mistrzostwach Formuły 3, tym razem dla zespołu Rodin Motorsport. Jego partnerami zostali Brytyjczycy, Joseph Loake oraz Callum Voisin.
Piotr Wiśnicki podczas wyścigu głównego F3 na torze Silverstone zdobył swoje premierowe punkty w mistrzostwach. Polak startując z 30. pozycji wykorzystał zmienne warunki i zdołał awansować aż o 25 miejsc do góry, zdobywając za piątą pozycję 10 punktów w klasyfikacji kierowców, co na koniec sezonu zapewniło mu 23. pozycję w FIA Formuła 3.

## Wyniki
| Legenda oznaczeń w tabelach wyników Wyświetl szablon na nowej stronie | Legenda oznaczeń w tabelach wyników Wyświetl szablon na nowej stronie                                                                     |
| Oznaczenie                                                            | Wyjaśnienie |
| --------------------------------------------------------------------- | --- |
| Złoty                                                                 | Zwycięzca lub mistrzostwo |
| Srebrny                                                               | 2. miejsce lub wicemistrzostwo |
| Brązowy                                                               | 3. miejsce lub II wicemistrzostwo |
| Zielony                                                               | Ukończył, punktował (w klasyfikacji generalnej, gdy zdobył co najmniej jeden punkt na przestrzeni sezonu, poza trzema powyższymi opcjami) |
| Niebieski                                                             | Ukończył, nie punktował (w klasyfikacji generalnej, gdy nie zdobył co najmniej jednego punktu na przestrzeni sezonu)                      |
| Czerwony                                                              | Nie zakwalifikował się (NZ) |
| Czerwony                                                              | Nie prekwalifikował się (NPK) |
| Różowy                                                                | Nie ukończył (NU) |
| Różowy                                                                | Niesklasyfikowany (NS) (w klasyfikacji generalnej, gdy nie został sklasyfikowany w żadnym wyścigu sezonu)                                 |
| Czarny                                                                | Zdyskwalifikowany (DK) |
| Czarny                                                                | Wykluczony (WYK/EX) |
| Biały                                                                 | Nie wystartował (NW) |
| Biały                                                                 | Kontuzjowany (K/INJ) |
| Biały                                                                 | Wyścig odwołany (OD/C) |
| Bez koloru                                                            | Został wycofany (WYC/WD) |
| Bez koloru                                                            | Nie przybył (NP/DNA) |
| Bez koloru                                                            | Nie brał udziału w treningach (NT/DNP) |
| Bez koloru                                                            | Nie został zgłoszony (–) |
| Pogrubienie                                                           | Start z pole position |
| Kursywa                                                               | Najszybsze okrążenie wyścigu |
| †                                                                     | Nie ukończył, ale jego rezultat został zaliczony ze względu na przejechanie więcej niż 90% dystansu wyścigu.                              |
| *                                                                     | Sezon w trakcie |
| 1/2/3                                                                 | Punktowana pozycja w sprincie kwalifikacyjnym                                                                                             |
| Lista systemów punktacji Formuły 1                                    | |

### FIA Formuła 3
| Rok  | Zespół                | 1      | 2      | 3      | 4       | 5      | 6      | 7      | 8      | 9      | 10     | 11     | 12     | 13     | 14    | 15     | 16     | 17     | 18     | 19      | 20      | Poz. | Pkt. | Źródło |
| ---- | --------------------- | ------ | ------ | ------ | ------- | ------ | ------ | ------ | ------ | ------ | ------ | ------ | ------ | ------ | ----- | ------ | ------ | ------ | ------ | ------- | ------- | ---- | ---- | ------ |
| 2023 | PHM Racing by Charouz | BHR 25 | BHR 24 | MEL 23 | MEL Ret | IMO OD | IMO OD | MON 18 | MON 22 | CAT 24 | CAT 21 | RBR -  | RBR -  | SIL -  | SIL - | HUN -  | HUN -  | SPA -  | SPA -  | MNZ -   | MNZ -   | 34   | 0    | [ 9 ]  |
| 2024 | Rodin Motorsport      | BHR 25 | BHR 25 | MEL 23 | MEL 23  | IMO 20 | IMO 23 | MON 21 | MON 25 | CAT 24 | CAT 24 | RBR 23 | RBR 19 | SIL 14 | SIL 5 | HUN 24 | HUN 21 | SPA 21 | SPA 24 | MNZ DNF | MNZ DNF | 23   | 10   | [ 10 ] |

* Sezon w trakcie

### Podsumowanie
| Sezon | Seria                                  | Zespół                | Wyścigi | P1 | PP | NO | Podium | Punkty | Pozycja |
| ----- | -------------------------------------- | --------------------- | ------- | -- | -- | -- | ------ | ------ | ------- |
| 2020  | Włoska Formuła 4                       | Jenzer Motorsport     | 15      | 0  | 0  | 0  | 0      | 12     | 19      |
| 2021  | Włoska Formuła 4                       | Jenzer Motorsport     | 21      | 0  | 0  | 0  | 0      | 15     | 23      |
| 2022  | Formula Regional European Championship | KIC Motorsport        | 17      | 0  | 0  | 0  | 0      | 0      | 35      |
| 2023  | FIA Formuła 3                          | PHM Racing by Charouz | 8       | 0  | 0  | 0  | 0      | 0      | 34      |
| 2024  | FIA Formuła 3                          | Rodin Motorsport      | 8       | 0  | 0  | 0  | 0      | 10     | 23      |